# 马岭河 (荔浦河)
马岭河，位于中国广西壮族自治区桂林市荔浦县北部，是荔浦河左岸支流，发源于荔浦县西北端，蒲芦瑶族乡上石练村架桥岭东侧，东南流入大江水库，出库后向东流经花箦镇、双江镇和马岭镇，于东昌镇义敏村山口屯以西汇入荔浦河。河长69千米，流域面积600平方千米。